# Denise Biellmann
Denise Biellman (ur. 11 grudnia 1962 w Zurychu) – szwajcarska łyżwiarka figurowa, startująca w konkurencji solistek. Uczestniczka igrzysk olimpijskich w Lake Placid (1980), mistrzyni świata (1981), mistrzyni Europy (1981) oraz 3-krotna mistrzyni Szwajcarii (1979–1981).
Biellman jest pierwszą kobietą, która wylądowała potrójnego lutza na mistrzostwach Europy 1978. Ponadto jej nazwiskiem została nazwana pozycja piruetu stanego z trzymaniem nogi, w którym łyżwiarz w pozycji stojącej sięga rękoma do tyłu przez ramiona i chwyta płozę łyżwy nogi wolnej, unosząc w ten sposób nogę wolną ponad głowę tzw. piruet Biellmann. Pozycja Biellmann jest wykonywana również w spiralach łyżwiarskich tzw. spirala Biellmann.
Zakończyła karierę amatorską w 1981 roku w wieku 18 lat pozostając czynnym członkiem społeczności łyżwiarskiej występując w pokazach. Oprócz tego uruchomiła serię produktów fitness i związanych z modą. 

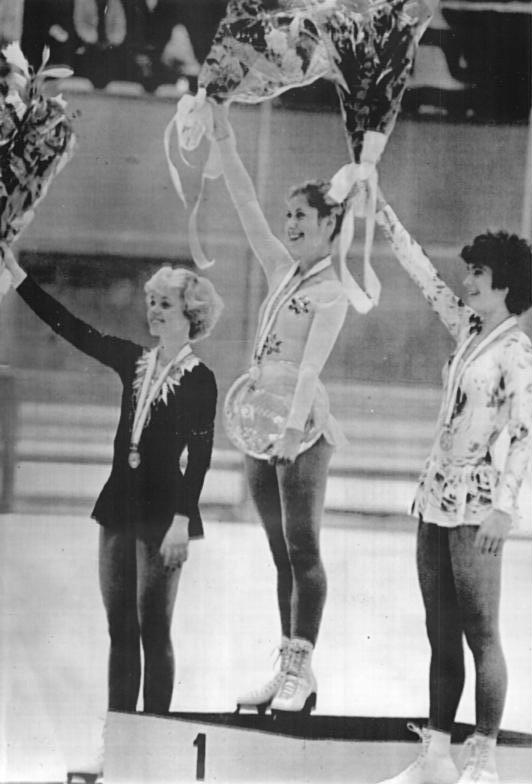
Zwycięstwo Biellmann na zawodach w Sapporo, po lewej Melissą Thomas oraz (po prawej) Katariną Witt (29 listopada 1980)

## Osiągnięcia
| Zawody                 | 72–73          | 73–74          | 74–75          | 75–76          | 76–77          | 77–78          | 78–79          | 79–80          | 80–81          |                |                |                |                |                |                |                |                |
| Międzynarodowe         | Międzynarodowe | Międzynarodowe | Międzynarodowe | Międzynarodowe | Międzynarodowe | Międzynarodowe | Międzynarodowe | Międzynarodowe | Międzynarodowe | Międzynarodowe | Międzynarodowe | Międzynarodowe | Międzynarodowe | Międzynarodowe | Międzynarodowe | Międzynarodowe | Międzynarodowe |
| ---------------------- | -------------- | -------------- | -------------- | -------------- | -------------- | -------------- | -------------- | -------------- | -------------- | -------------- | -------------- | -------------- | -------------- | -------------- | -------------- | -------------- | -------------- |
| Igrzyska olimpijskie   |                |                |                |                |                |                |                | 4              |                |                |                |                |                |                |                |                |                |
| Mistrzostwa świata     |                |                |                | 15             | 10             | 5              | 5              | 6              | 1              |                |                |                |                |                |                |                |                |
| Mistrzostwa Europy     |                |                |                |                | 6              | 4              | 3              | WD             | 1              |                |                |                |                |                |                |                |                |
| NHK Trophy             |                |                |                |                |                |                |                |                | 1              |                |                |                |                |                |                |                |                |
| Richmond Trophy        |                |                |                |                |                | 3              |                |                |                |                |                |                |                |                |                |                |                |
| Ennia Challenge Cup    |                |                |                |                |                |                | 1              |                |                |                |                |                |                |                |                |                |                |
| Krajowe                |                |                |                |                |                |                |                |                |                |                |                |                |                |                |                |                |                |
| Mistrzostwa Szwajcarii | 5 J            | 1 J            | 11             | 3              | 2              | 2              | 1              | 1              | 1              |                |                |                |                |                |                |                |                |

## Nagrody i odznaczenia
- Światowa Galeria Sławy Łyżwiarstwa Figurowego – 2014[6]